# 을묘박해
을묘박해(乙卯迫害)사건이란 1795년(정조 19) 청(淸)나라 신부 주문모(周文謨)를 체포하려다 놓친후 일어난 천주교 박해사건을 말한다. 을묘실포사건(乙卯失捕事件)이라고도 불린다.
선교사가 한번도 방문한적이 없는 관계로 미교화국 상태에 놓여있던 조선에 이승훈의 주도하에 천주교회가 설립되었다. 그러나 조선천주교회는 성직자 없이 한역서학서(漢譯西學書)의 자발적 탐구에 의존하여 개척된 무목자교회(無牧者敎會)였다. 뒤늦게 가성직 제도하에 조직운영은 교회법에 위반된다는 사실을 인지한 천주교인들은 당시 담당교구였던 북경교회에 선교사 파송을 요청하여 약속을 받아내었다. 선교사로 임명된 중국인 주문모 신부는 신해박해(1791년)이후 탄압이 심해진 상황이라 1795년이 되어서야 서울에 잠입하였다. 그의 은밀히 활동은 밀고자에 의해 발각되어 포졸들이 들이 닥쳤으나 간신히 탈출에 성공한다. 그러나 그의 탈출과 밀입국을 도왔던 최인길, 윤유일, 지황은 모진 고문끝에 순교했다.
이 사건의 여파로 이승훈·이가환·정약용은 좌천되거나 귀양살이를 하게 된다. 주문모 신부는 강완숙의 집에서 은거하며 은밀한 선교활동을 6년간 이어나갔다. 이런 그의 노력으로 1800년에 조선의 천주교 신자수는 1만명으로 늘어났다.

## 역사적 배경

### 천주학 보급
천주교는 영조 때에 이미 해서와 관동 지역의 민중들 사이에서 상당히 널리 보급되어 있었다. 그러나 조선은 여전히 외국의 선교사들이 한번도 방문한적이 없는 미교화국이었다. 마테오 리치가 저술한 《천주실의》를 비롯한 천주교 서적들이 전해지며 문서선교를 통하여 자생적으로 신앙이 싹을 틔운 조선의 천주교는 로마 카톨릭 사상 선례를 찾아보기 힘든 경우에 속한다. 초기에 천주교는 종교가 아니라 천주학이라는 학문이나 서양문물로 여겨졌다. 보유론(補儒論)적 관점에서 남인 소장파 학인들이 관심을 가지고 탐구하였는데, 이들은 강습회를 열기도 했으나 항상 자료부족으로 인해 연구의 아쉬움을 느끼고 있었다.

### 선교사 파송 요청
1784년 조선인 최초로 중국에서 세례를 받고 돌아온 이승훈은 귀국시 많은 천주교 서적을 가지고 와서 보급하였고 신앙공동체를 만들어 전교에 힘썼다. 이 활동이 조선 천주교의 기틀이 되었으나 여전히 사도적 계승을 받은 주교없이 자생적인 자치교회를 운영하고 있었다. 가성직 제도하에 전교조직의 운영이 교회법에 위반됨을 알게 된 조선의 천주교인들은 1790년 윤유일을 밀사로 파견하여 북경의 구베아 주교에게 선교사 파송을 요청하였다.
천주교에 대해 관대했던 정조가 명례방 사건(1785년)이후 천주교를 사학으로 규정하고 금령을 내린 이래 천주교도에 대한 탄압은 날로 거세어져갔다. 종교적 가르침에 따라 모친상을 가톨릭 식으로 치른후 제사를 거부하며 진산사건(1791년)을 일으킨 윤지충이 참수되는 신해박해 사건이 벌어지자 중국 교회는 선교사 파송을 보류하였다. 사태가 다소 진정되자 1792년에 윤유일이 다시 북경에 밀파되어 구베아 주교에게 선교사 파송을 요청하였다.

## 전개

### 선교사 밀입국
북경교구 신학교의 첫 번째 졸업생인 중국인 주문모 신부가 조선에 파송될 선교사로 임명되었다. 그는 밀입국을 위해 1794년(정조 18) 2월에 북경을 떠나 만주로 향했다. 20 여일만에 만주 봉황성 책문에 도착했으나 국경 감시가 심해 입국하지 못했다. 12월에 동지사가 이동할때를 노리기로 하고 만주지방의 교회들을 순회했다. 그해 음력 12월 3일(양력 12월 24일) 조선인 신자 지황(池璜), 윤유일(尹有一) 등의 도움을 받아 얼어붙은 압록강을 건너 조선에 은밀히 입국한다. 이듬해 1월에 서울에 잠입한후 북촌(현 계동)에 있는 역관 최인길의 집에 은신하였다. 최인길로부터 한국어를 배우며 미사 집전과 세례 그리고 신자상담을 진행했다.

### 체포와 박해
1795년 6월까지 역관 최인길의 집을 근거지로 하여 은밀히 전교하던중에 배교자 한영익(韓永益)이 밀고하였다. 한영익은 이벽의 동생 이석에게 알렸는데,  이석이 재상 채제공에게 알리자 채제공이 정조에게 보고했다. 정조는 포도대장 조규진(趙奎鎭)에게 기습하여 체포하도록 명하자 6월 27일에 체포령이 떨어졌다. 포졸들이 역관 최인길의 집을 덮쳤지만, 최인길은 자신이 주문모 신부인 것처럼 행세하며 대신 체포되어 주문모의 탈출을 도왔다. 탈출에 성공한 주문모는 여신도 강완숙의 집으로 도피하였다. 그러나 은신처를 제공하고 체포를 방해한 최인길과 주문모의 밀입국을 도왔던 윤유일과 지황은 체포되었다. 이들은 주문모의 거처를 대라는 추궁에 입을 열지 않았고 모진 고문과 너무 많은 매를 맞은 끝에 사망하였다. 시체는 강물에 던져졌다.

## 여파

### 좌천과 유배
2개월 뒤에 대사헌 권유(權裕)가 세 사람이 일찍 죽는 바람에 주문모 신부 체포의 기회를 놓쳤는데, 이는 포도대장의 경솔함과 사건의 진상을 덮으려한 의혹이 있어 보이니 치죄해야 한다는 상소를 올리자 조정이 다시 시끄러워졌다. 부사과 박장설이 주문모 체포 실패의 책임을 이승훈(李承薰)·이가환(李家煥)·정약용에게 전가하는 장서를 올린 뒤로부터 이들을 성토하는 상소가 연이어 올라왔다. 부득불 정조는 이들을 심문하였고 7월 29일에 이승훈을 예산으로 유배하였으며, 이가환을 충주목사로, 정약용을 충남 홍주 금정찰방으로 좌천시켰다. 정조는 이가환과 정약용이 천주교에 심취했었던 과오를 씻을 기회가 필요하다 판단하였다. 당시 충청지역에 천주교의 교세가 크게 성장하고 있던터라 이 지역으로 이들은 보내어 교세 확산을 막아 속죄를 하고 지방좌천을 통해 노론 공격의 예봉도 차단하려 내린 초치였다. 

### 전교 활동
강완숙의 도움으로 그녀의 집에 도피하는데 성공한 주문모 신부는 6년 동안 은신하며 그녀의 집을 거점으로 하여 은밀하지만 활발한 전교활동을 할 수 있었다. 주문모 신부에 의해 여회장으로 임명받은 강완숙은 몰락한 왕족인 은언군의 부인 송씨와 며느리 신씨를 포함한 궁중여성들과 여종들에게 전교하였다. 은밀한 전교활동을 하며 많은 경험을 쌓은 주문모 신부는 자신감을 얻은후 강완숙의 도움을 받으며 지방 전교에도 나섰다. 그 결과 5년 만에 천주교 신자가 4천 명에서 1만 명으로 늘어났다.